# سكوت برنس
سكوت برنس (بالإنجليزية: Scott Prince)‏ هو لاعب دوري الرغبي أسترالي، ولد في 27 فبراير 1980 في جبل إيسا في أستراليا.

## روابط خارجية
- سكوت برنس على موقع ItsRugby.co.uk (الإنجليزية)